# Henry Bennet, 1. hrabě z Arlingtonu
Henry Bennet, 1. hrabě z Arlingtonu (Henry Bennet, 1st Earl of Arlington, 1st Viscount Thetford, 1st Baron Arlington) (30. ledna 1618, Little Saxham, Anglie – 28. července 1685, Euston Hall, Anglie) byl anglický státník, diplomat a spisovatel, patřil k významným osobnostem anglických dějin od doby občanské války až do konce vlády Karla II. Vlivné postavení měl v rámci vlády cabal, získal titul hraběte a stal se rytířem Podvazkového řádu. Titul hrabat z Arlingtonu zdědila dcera Isabella (1667-1722), která byla v dětství provdána za vévodu z Graftonu, levobočka Karla II.

## Kariéra
Pocházel z významné londýnské rodiny, byl vnukem právníka a diplomata Sira Johna Benneta (1551-1627). Vystudoval v Oxfordu (později v roce 1663 zde získal čestný doktorát), původně se uplatnil jako spisovatel a básník, poté byl tajemníkem lorda Digbyho, jako voják se aktivně zúčastnil občanské války, prosadil se jako vyjednavač mezi královskou stranou a parlamentem. Jako odpůrce revoluce žil s Karlem II. v exilu a v letech 1649-1658 byl tajemníkem vévody z Yorku, v roce 1657 byl povýšen do šlechtického stavu. Jako vyslanec v Madridu (1658-1661) měl za úkol vyjednat španělskou podporu pro restauraci Stuartovců.
Po obnovení monarchie byl zvolen do Dolní sněmovny (1661-1664) a začal zastávat řadu důležitých funkcí ve státní správě. Byl správcem soukromé královské pokladny (1661-1662), státním sekretářem vnitra (1662-1674), od roku 1662 byl též členem Tajné rady. S titulem barona Arlingtona byl v roce 1664 povolán do Sněmovny lordů. Dále byl generálním poštmistrem (1667-1685) a členem státní rady pro obchod (1668-1672). Po smrti vévody z Albemarle byl členem ministerstva cabal, v roce 1672 byl povýšen na hraběte a získal Podvazkový řád. Jeho rezignace na funkci státního sekretáře v září 1674 dokončila rozklad mocenského uskupení cabal, sám ale o své vysoké postavení nepřišel, v letech 1674-1681 byl lordem nejvyšším komořím, uchoval si vliv i ve správě námořnictva a obchodu (lord admirality 1674-1679, člen státní rady pro obchod a kolonie 1675-1679). Jako soustavný kritik následujících ministrů se nakonec dostal do nemilosti a na přelomu 70. a 80. let přišel o všechny posty. Do smrti si udržel jen méně významný úřad lorda místodržitele v hrabství Suffolk (1681-1684). Jeho korespondence vydaná tiskem v roce 1701 je důležitým pramenem pro anglickou historii druhé poloviny 17. století.

## Rodina

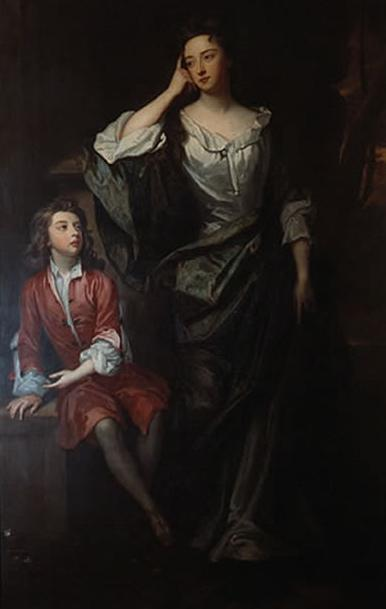
Isabella Bennet, 2. hraběnka z Arlingtonu (1667-1722) se synem Charlesem, 2. vévodou z Graftonu

V roce 1667 se oženil s Isabellou de Nassau (1630-1718), vnučkou nizozemského místodržitele Mořice Oranžského. Z jejich manželství se narodila jediná dcera Isabella (1667-1722), která byla po otci 2. hraběnkou z Arlingtonu a v pěti letech byla provdána za nemanželského syna Karla II., vévodu z Graftonu. Po ovdovění se podruhé provdala za předsedu Dolní sněmovny Thomase Hanmera. Na rod vévodů z Graftonu přešel dědictvím zámek Euston Hall (Suffolk), který první hrabě z Arlingtonu koupil v roce 1666.
Henryho starší bratr John Bennet (1617-1695) byl dlouholetým členem Dolní sněmovny (1663-1679) a v roce 1682 s titulem barona Ossulstona vstoupil do Sněmovny lordů. Jeho syn Charles Bennet (1674-1722) získal titul hrabat z Tankerville a tento titul rod užívá dodnes (Peter Grey Bennet, 10. hrabě z Tankerville, *1956).